# Wahlen in Uruguay 2019
Die Präsidentschafts- und Parlamentswahl in Uruguay 2019 fand am 27. Oktober (1. Wahlgang) und 24. November (Stichwahl) statt.
Es wurden der Präsident, der Vizepräsident, 30 Senatoren und 99 Abgeordnete gewählt. Zuerst hat jede Partei ihren Kandidaten in den Vorwahlen am 1. Juni gewählt.
Am 27. Oktober 2019 fand die erste Runde der Präsidentschaftswahl statt. Dabei erreichte Daniel Martínez (FA) mit 39 % die meisten Stimmen, gefolgt von Luis Alberto Lacalle Pou (PN), der auf knapp 29 % kam. Die Stichwahl am 24. November wurde knapp von Luis Alberto Lacalle Pou gewonnen. Lacalle Pou erhielt 50,8 % der gültigen Stimmen, Martínez 49,2 %.

## Ergebnis
| Parteien                                              | Parteien                                 | Kandidaten              | 2. Wahlgang | 2. Wahlgang | 1. Wahlgang | 1. Wahlgang | Mandate | Mandate |
| Parteien                                              | Parteien                                 | Kandidaten              | Stimmen     | %           | Stimmen     | %           | Kammer  | Senat   |
| ----------------------------------------------------- | ---------------------------------------- | ----------------------- | ----------- | ----------- | ----------- | ----------- | ------- | ------- |
|                                                       | Partido Nacional                         | Luis Lacalle Pougewählt | 1.189.313   | 50,7        | 696.452     | 29,7        | 30      | 10      |
|                                                       | Frente Amplio                            | Daniel Martínez         | 1.152.271   | 49,1        | 949.376     | 40,5        | 42      | 13      |
|                                                       | Partido Colorado                         | Ernesto Talvi           |             |             | 300.177     | 12,8        | 13      | 4       |
|                                                       | Cabildo Abierto                          | Guido Manini Ríos       |             |             | 268.736     | 11,5        | 11      | 3       |
|                                                       | Partido Ecologista Radical Intransigente | César Vega              |             |             | 33.461      | 1,4         | 1       | –       |
|                                                       | Partido de la Gente                      | Edgardo Novick          |             |             | 26.313      | 1,1         | 1       | –       |
|                                                       | Partido Independiente                    | Pablo Mieres            |             |             | 23.580      | 1,0         | 1       | –       |
|                                                       | Unidad Popular                           | Gonzalo Abella          |             |             | 19.728      | 0,8         | –       | –       |
|                                                       | Partido Verde Animalista                 | Gustavo Salle           |             |             | 19.392      | 0,8         | –       | –       |
|                                                       | Partido Digital                          | Daniel Goldman          |             |             | 6.363       | 0,3         | –       | –       |
|                                                       | Partido de los Trabajadores              | Rafael Fernández        |             |             | 1.387       | 0,1         | –       | –       |
| Gesamt                                                | Gesamt                                   | Gesamt                  | 2.341.584   | 100         | 2.344.965   | 100         | 99      | 30      |
|                                                       |                                          |                         |             |             |             |             |         |         |
| Quellen: Corte Electoral, Kammer– Senat – 2. Wahlgang |                                          |                         |             |             |             |             |         |         |

- FA: 42
- PI: 1
- PERI: 1
- PC: 13
- PN: 30
- PG: 1
- CA: 11

- FA: 13
- PC: 4
- PN: 10
- CA: 3

### Ergebnis nach Departamentos

Mandate nach Departamentos

| dzepartamento  | 1. Wahlgang | 1. Wahlgang | 1. Wahlgang | 1. Wahlgang | 1. Wahlgang | 1. Wahlgang | 1. Wahlgang | 1. Wahlgang | 1. Wahlgang | 1. Wahlgang | 1. Wahlgang | 1. Wahlgang     | 2. Wahlgang | 2. Wahlgang | 2. Wahlgang     | Mandate Kammer |
| dzepartamento  | Lemas       | Lemas       | Lemas       | Lemas       | Lemas       | Lemas       | Lemas       | Lemas       | Lemas       | Lemas       | Lemas       | Gültige Stimmen | Lemas       | Lemas       | Gültige Stimmen | Mandate Kammer |
| dzepartamento  | FA          | PN          | PC          | CA          | PERI        | PG          | PI          | UP          | PVA         | PD          | PT          | Gültige Stimmen | PN          | FA          | Gültige Stimmen | Mandate Kammer |
| -------------- | ----------- | ----------- | ----------- | ----------- | ----------- | ----------- | ----------- | ----------- | ----------- | ----------- | ----------- | --------------- | ----------- | ----------- | --------------- | -------------- |
| Artigas        | 15.046      | 24.224      | 4.813       | 10.084      | 185         | 139         | 151         | 152         | 137         | 54          | 15          | 55.000          | 34.958      | 19.800      | 54.758          | 2              |
| Canelones      | 158.221     | 101.417     | 35.177      | 35.202      | 6.409       | 5.347       | 3.601       | 3.139       | 3.106       | 1.093       | 219         | 352.931         | 165.350     | 189.577     | 354.927         | 15             |
| Cerro Largo    | 19.895      | 26.215      | 5.257       | 12.232      | 317         | 401         | 259         | 215         | 350         | 64          | 18          | 65.223          | 38.620      | 26.466      | 65.086          | 2              |
| Colonia        | 34.068      | 32.691      | 15.750      | 7.099       | 958         | 1.104       | 879         | 482         | 409         | 160         | 47          | 93.647          | 52.111      | 41.946      | 94.057          | 4              |
| Durazno        | 13.087      | 16.577      | 5.852       | 8.135       | 275         | 258         | 325         | 307         | 132         | 243         | 21          | 45.212          | 26.948      | 17.905      | 44.853          | 2              |
| Flores         | 5.308       | 7.357       | 4.055       | 2.874       | 134         | 204         | 116         | 70          | 71          | 39          | 7           | 20.235          | 13.102      | 6.990       | 20.092          | 2              |
| Florida        | 17.267      | 18.809      | 7.919       | 5.611       | 359         | 454         | 405         | 266         | 546         | 89          | 29          | 51.754          | 29.257      | 22.419      | 51.676          | 2              |
| Lavalleja      | 11.856      | 17.608      | 8.198       | 7.024       | 491         | 325         | 377         | 158         | 216         | 83          | 21          | 46.357          | 30.249      | 15.934      | 46.183          | 2              |
| Maldonado      | 37.496      | 47.339      | 15.281      | 15.751      | 2.782       | 1.229       | 1.437       | 737         | 1.437       | 413         | 61          | 123.963         | 74.193      | 48.768      | 122.961         | 5              |
| Montevideo     | 438.839     | 214.675     | 98.559      | 76.410      | 15.978      | 11.715      | 12.415      | 10.888      | 10.081      | 3.079       | 720         | 893.359         | 383.991     | 507.346     | 891.337         | 39             |
| Paysandú       | 32.698      | 28.971      | 11.378      | 6.919       | 1.154       | 701         | 509         | 677         | 442         | 158         | 32          | 83.639          | 43.404      | 40.114      | 83.518          | 3              |
| Río Negro      | 14.263      | 13.546      | 6.816       | 4.604       | 325         | 224         | 286         | 163         | 187         | 89          | 0           | 40.503          | 22.953      | 17.485      | 40.438          | 2              |
| Rivera         | 15.274      | 20.419      | 21.256      | 18.948      | 181         | 231         | 261         | 318         | 261         | 86          | 52          | 77.287          | 52.842      | 24.029      | 76.871          | 3              |
| Rocha          | 18.903      | 17.317      | 5.788       | 10.553      | 919         | 348         | 310         | 502         | 430         | 85          | 38          | 55.193          | 30.736      | 24.129      | 54.865          | 2              |
| Salto          | 33.720      | 21.681      | 22.001      | 11.474      | 506         | 1.080       | 561         | 276         | 271         | 171         | 29          | 91.770          | 48.240      | 43.398      | 91.638          | 4              |
| San José       | 29.257      | 26.360      | 8.140       | 8.022       | 897         | 792         | 748         | 520         | 412         | 161         | 42          | 75.351          | 40.247      | 35.178      | 75.425          | 3              |
| Soriano        | 23.386      | 20.951      | 10.454      | 7.620       | 877         | 476         | 310         | 381         | 287         | 141         | 0           | 64.883          | 34.318      | 30.453      | 64.771          | 2              |
| Tacuarembó     | 20.239      | 25.221      | 10.198      | 12.252      | 516         | 969         | 487         | 313         | 364         | 80          | 15          | 70.654          | 44.092      | 26.179      | 70.271          | 3              |
| Treinta y Tres | 10.553      | 15.074      | 3.285       | 7.922       | 198         | 316         | 143         | 164         | 253         | 75          | 21          | 38.004          | 23.702      | 14.155      | 37.857          | 2              |